# Comunicación con personas con discapacidad
La incomunicación es uno de los mayores problemas a los que se puede enfrentar una persona, sobre todo en el caso de los individuos que la sufren y son conscientes de ello.
Podemos encontrarnos personas que poseen difictultades en el lenguaje oral, debido a trastornos en su aparato fonoarticulatorio a consecuencia de: 
1. Parálisis cerebral infantil

1. Parálisis sobrevenida
2. Sordera
3. Afasia
4. Discapacidad intelectual
5. Autismo

Estos medios que les permiten comunicarse son los sistemas alternativos y aumentativos de comunicación (SAACs).

## Sistemas alternativos y aumentativos de comunicación (SAACs)

### Definiciones
Todo sistema de comunicación que no utilice palabras articuladas pero que tenga suficiente nivel de estructuración convencionalizada para transmitir información. Es, pues, una comunicación lingüística sin que el emisor articule sonidos del habla (Puig de la Bellacasa, 1985).
Son instrumentos de intervención logopédica/educativa destinados a personas con alteraciones diversas de la comunicación y/o el lenguaje, y cuyo objetivo es la enseñanza mediante procedimientos específicos de instrucción, de un conjunto estructurado de códigos no vocales que permiten funciones de representación y sirven para llevar a cabo actos de comunicación (funcional, espontánea y generalizable) por sí solos o en conjunción con otros códigos, vocales o no vocales (J. Tamarit, 1993).

#### Sistemas alternativos
Van dirigidos hacia aquellas personas que no tienen lenguaje oral y que es imposible que se dé a corto o largo plazo, o que se considera que el esfuerzo necesario para que el lenguaje se dé no es rentable y se necesita encontrar un sistema para que el sujeto se comunique.

#### Sistemas aumentativos
Son aquellos que han sido diseñados para incrementar el habla. No suprime la verbalización ni el lenguaje oral pero no es suficiente para establecer una comunicación satisfactoria, se usa con personas sordas.

### Características de los SAACs
- Promueven la emisión de mensajes
- Incrementan la motivación e iniciativa hacia la comunicación
- Permite expresar las necesidades básicas y estados de ánimo, así como una opinión acerca de un tema concreto
- Favorecen la capacidad de expresión
- Acerca a las personas a las ventajas que el habla conlleva

### Objetivos principales
- Proporcionar a una persona no hablante un medio eficaz de comunicación de modo que pueda convertirse en comunicador activo ya sea temporal o a largo plazo
- Posibilitar la capacidad del habla y aumentar la fluidez comunicativa del sujeto
- Dar lugar a una calidad de vida superior que permita desarrollar la autonomía personal y favorecer la autoestima

### Ventajas
- Contribuyen a desarrollar estrategias de comunicación y a mejorar el lenguaje oral
- Posibilitan la socialización de la persona, ya que mejoran las relaciones interpersonales y la competencia social del sujeto
- Reducen la ansiedad
- Evitan el aislamiento
- Mejoran la interacción comunicativa
- Están adaptados a nuevas tecnologías
- Representan las ideas importantes en formatos usuales que contribuyen a la comprensión (simplifican las estructuras morfosintácticas)
- Permiten formar conceptos de forma explícita
- Son fáciles de aprender y utilizar en la vida diaria

### Desventajas
- Si el SAAC presenta cierta dificultad, es preferible reducir los interlocutores
- Poseen una unidireccionalidad comunicactiva
- Perjudican, por su comodidad, el desarrollo de la capacidad verbal oral
- Son lentos y requieren una amplitud de memoria
- Se necesita conocer los SAACs por parte de los interlocutores para poder comunicarse entre ellos

- OH síndrome de down.

### Usuarios
Se encuentran agrupados por los diferentes tipos de trastornos que presentan, los cuales tienen la necesidad de utilizar la comunicación aumentativa o alternativa de forma transitoria o permanenente.
- Personas con discapacidad física:

Secuelas de parálisis cerebral
Traumatismos craneoencefálicos
Malformaciones craneofaciales
Enfermedades neuromusculares progresivas
- Personas con discapacidad intelectual, cognitiva y física

Discapacidad cognitiva y/o trastornos del lenguaje
Trastornos graves del desarrollo
Autismo
Personas con plurideficiencias
- Personas con discapacidad sensorial

Sordera
Sordoceguera
- Colectivos necesitados de forma transitoria del uso de sistemas de comunicación aumentativa, por ejemplo, personas sometidas a operaciones o lesiones de los órganos implicados en el habla o desconocimiento del idioma como pueden ser los inmigrantes.

### Tipos de SAACs
Existen dos grupos claramente diferenciados: los sistemas con ayuda y los sistemas sin ayuda. Se clasifican dependiendo de si hacen uso de soportes o no, y la elección de un tipo de SAAC u otro se verá reflejada dependiendo de la necesidad de la persona.

#### SAACs con ayuda
Son mecanismos que hacen uso de soportes externos a la persona para poder facilitarle la comunicación con su entorno. En general, estos sistemas incluyen pictogramas, ortografía o escritura en soportes individualizados.
Se destacan:
- El sistema Bliss
- El sistema SPC
- El sistema PEC

#### SAACs sin ayuda
Son mecanismos mediante los cuales las personas con alguna deficiencia o carencia lingüística pueden mejorar su comunicación sin hacer uso de apoyos externos a la persona. Están estrechamente ligados a la educación y reeducación de las personas con sordera profunda prelocutiva con el objetivo principal de desarrollar la lengua oral y, posteriormente, la lengua escrita.
Se destacan:
- La lengua de señas
- El sistema bimodal
- El alfabeto dactilológico
- La palabra complementada